# Staurocephalus grubei
Staurocephalus grubei är en ringmaskart som beskrevs av Johan Gustaf Hjalmar Kinberg 1865. Staurocephalus grubei ingår i släktet Staurocephalus och familjen Dorvilleidae. Inga underarter finns listade i Catalogue of Life.